# موراساکی فوجیما
موراساکی فوجیما (انگلیسی: Murasaki Fujima؛ ۲۴ مه ۱۹۲۳ – ۲۷ مارس ۲۰۰۹) رقص، بازیگر، طراحی رقص، Instructor اهل ژاپن بود.